# Dècada del 500 aC
La dècada del 500 aC comprèn el període que va des de l'1 de gener del 509 aC fins al 31 de desembre del 500 aC.

## Esdeveniments
- 13 de setembre del 509 aC: s'acaba la construcció del Temple de Júpiter Capitolí a Roma.[1][2][3][4]
- 509 aC: Tarquini el Superb, l'|últim rei etrusc és expulsat del tron de Roma. És l'inici de la República Romana, que acabarà el 27 aC amb l'aparició de l'Imperi Romà.[5]
- 509 aC: Tit Juni Brutus i Tiberi Juni Brutus, fills del cònsol Luci Juni Brutus, són morts per ordre del seu pare acusats de conspirar contra la República i voler la tornada de Tarquini el Superb.[6]
- 508 aC: Horaci Cocles, segons la llegenda, defensa el pont Sublici, l'únic pont que unia Roma amb la riba dreta del Tíber, junt amb Espuri Larci Flavus i Tit Hermini Aquilí contra l'exèrcit etrusc complet, sota el comandament del rei Porsenna, per donar temps als romans de destruir-lo.[7]
- 507 aC: Clístenes, de la família dels alcmeònides, expulsa al tirà Hípies i pren el poder a Atenes. Hi fa reformes de tipus democràtic. Disputa el poder amb Isàgores, i finalment aquest últim venç.[8]
- 507 aC: Cleòmenes I va ajudar els atenencs a expulsar a Hípies, el tirà fill de Pisístrat. Va prendre part en la lluita entre Clístenes i el partit oligàrquic dirigit per Isàgores, al que havia establert al poder i havia ordenar l'expulsió del país de Clístenes i de 700 famílies, establint un consell de 300 addictes, però la revolta popular a Atenes el va obligar a sortir cap Esparta el 507 aC.[9]
- 506 aC: Batalla de Boju:Les forces de l'estat de Wu en virtut del comandant i estrateg Sun Tzu derroten les forces de Chu Ying durant dinastia Zhou a la Xina, destruint la capital i acusant l'emperador Jing Zhou de fugir.[10]
- 501 aC: Confuci és governador de Chung-tu.[11]
- 501 aC: L'illa de Naxos és atacada pels perses. Els perses, a suggeriment d'Aristàgores, van enviar una força militar important per sotmetre l'illa, però l'atac no va tenir èxit.[12]
- 500 aC: Darios I el Gran proclama l'arameu com una de les llengües oficial a tot l'imperi Persa.[13]
- 500 aC: es calcula que la població mundial ronda pels: 100.000.000 habitants.[14]

### Llista de cònsols romans
- 509 aC: Luci Juni Brutus i Luci Tarquini Col·latí van ser elegits els primers cònsols. Però per no recordar a la nissaga dels Tarquinis, Col·latí va renunciar al càrrec per consell del seu col·lega i es va retirar a Lavínium. Juni Brut va morir aquell any en una batalla contra les tropes de Veios a Silva Àrsia. Van ser elegits cònsols sufectes Publi Valeri Publícola, Espuri Lucreci Triciptí, ja molt gran, i que va morir als pocs dies de prendre possessió i Marc Horaci Pulvil.[15]
- 508 aC: Tit Lucreci Triciptí, germà del cònsol Espuri Lucreci, mort l'any anterior, i Publi Valeri Publícola. Van ser elegits per un govern que havia de durar quatre anys.[16]
- 507 aC: Publi Valeri Publícola i Marc Horaci Pulvil tornen a ser escollits.[17] Tarquini el Superb, darrer rei dels romans, s'havia refugiat entre els etruscs i, juntament amb el rei de Clúsium, Lars Porsenna, conspirava per recuperar el tron. Va enviar un emissari per veure si els romans volien tornar al règim monàrquic i davant la negativa va atacar la ciutat.[18]
- 506 aC: Espuri Larci Flavus i Tit Hermini Aquilí. Dionisi d'Halicarnàs diu que d'aquest consolat no hi ha cap record i Titus Livi ni tan sols el menciona.[19]
- 505 aC: Marc Valeri Volús i Publi Postumi Tubert. Els dos cònsols van lluitar contra els sabins als que van derrotar decisivament a la vora de Tibur, obtenint els honors del triomf.[20]
- 504 aC: Publi Valeri Publícola i Tit Lucreci Triciptí van tornar a ser escollits cònsols. Durant aquell temps alguns nens van néixer deformats i els cònsols van ordenar que es consultessin els llibres sibil·lins per esbrinar si es tractava d'un mal presagi. Es va decidir fer ofrenes al déu Vulcà i tornar a instaurar els jocs.[20][21]
- 503 aC: Agripa Meneni Lanat i Publi Postumi Tubert. Segons Titus Livi van lluitar contra els auruncs i els van vèncer, però altres fonts diuen que van lluitar contra els sabins i van merèixer un triomf.[20][22]
- 502 aC: Òpiter Virgini Tricost i Espuri Cassi Viscel·lí. Van fer la guerra contra els auruncs i van conquerir Pometia. Van obtenir els honors del triomf.[23][24]
- 501 aC: Pòstum Comini Aurunc i Tit Larci Flavus. Es va establir la figura del dictador per fer front a l'aliança dels estats llatins contra Roma.[25][26]
- 500 aC: Servi Sulpici Camerí Cornut i Mani Tul·li Llong. Durant el seu mandat es va avortar una conspiració per restaurar als Tarquinis.[27][28][29]

## Personatges importants
- 506 aC - Neix Kōshō, futur emperador del Japó.[30]
- 500 aC - Neix Anaxàgores, filòsof grec.[31]